# Coccothrinax inaguensis
Coccothrinax inaguensis е вид растение от семейство Палмови (Arecaceae).

## Разпространение
Разпространен е в Бахамски острови и Търкс и Кайкос.